# Dwervelwind
Dwervelwind is een draaiende achtbaan in Attractiepark Toverland in Sevenum en werd geopend op 29 september 2012. De attractie maakt deel uit van het themagebied De Magische Vallei, dat in april 2013 opende. De achtbaan is qua lay-out gelijk aan de achtbaan Le Twist in Le PAL, die van dezelfde fabrikant afkomstig is.

## Geschiedenis

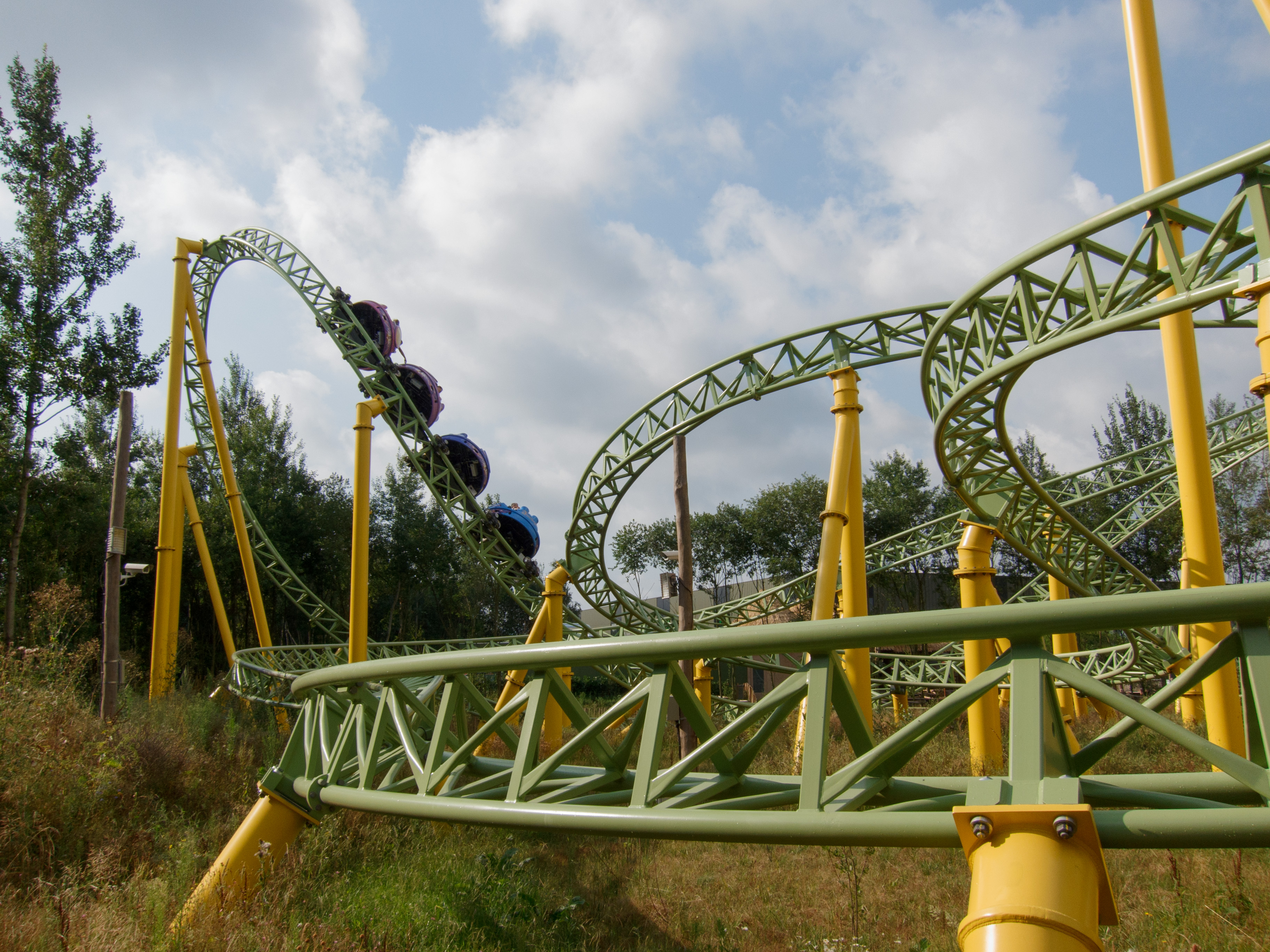
Deel van het traject.

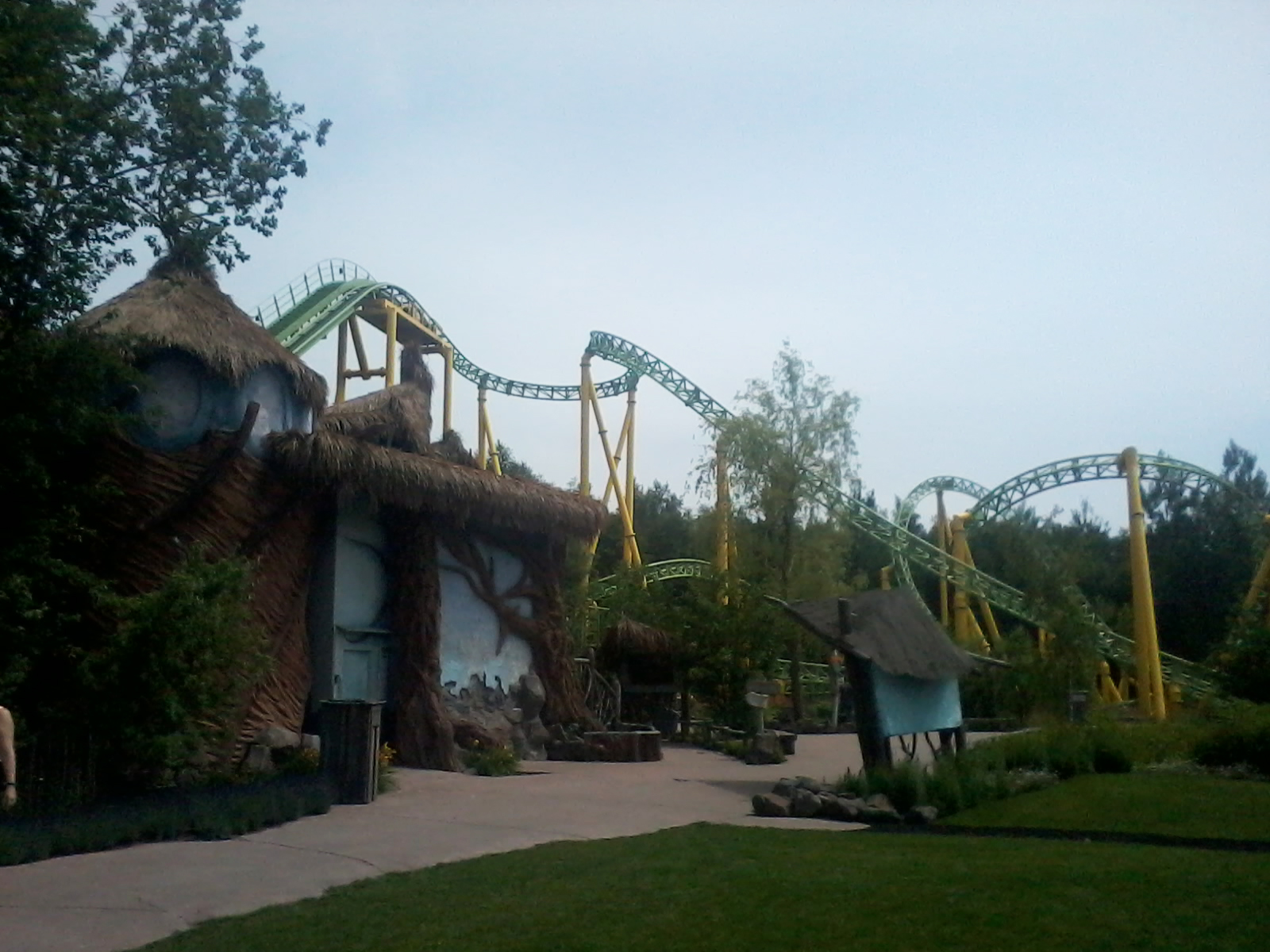
Stationsgebouw

Op 11 september 2011 maakte Attractiepark Toverland bekend dat het in 2013 een nieuwe attractie zou openen, een draaiende achtbaan. Sindsdien werd begonnen met de voorbereiding voor de bouw en de bouw zelf. Op de openingsdatum van 2013 werd door het park teruggekomen: de attractie zou al in het najaar van 2012 voor een beperkte periode worden opengesteld om de bezoekers in het najaar alvast een ritje in de achtbaan te gunnen.
Op 10 september 2012 werd aangekondigd dat de naam van de attractie D'Wervelwind zou worden. In de week van maandag 24 september 2012 werd de attractie enkele dagen opengesteld voor het publiek bij wijze van vooropening en op 26 september 2012 was er een persopening. De attractie werd op 29 september opengesteld voor het publiek. De attractie sloot dan na 5 weken weer, om in het voorjaar van 2013 geopend te worden met de volledige Magische Vallei onder de naam Dwervelwind.

## Thema

### Wachtrij
De wachtrij van de attractie begint vanaf het pad gezien rechts van het station. De route kronkelt door het parcours van de achtbaan zelf, langs vijvertjes, grote keien en beplanting. Uiteindelijk loopt de wachtrij onder de remsectie door naar het station toe. De laatste vijver die wordt gepasseerd is gehuld in nevel.

### Station en baan

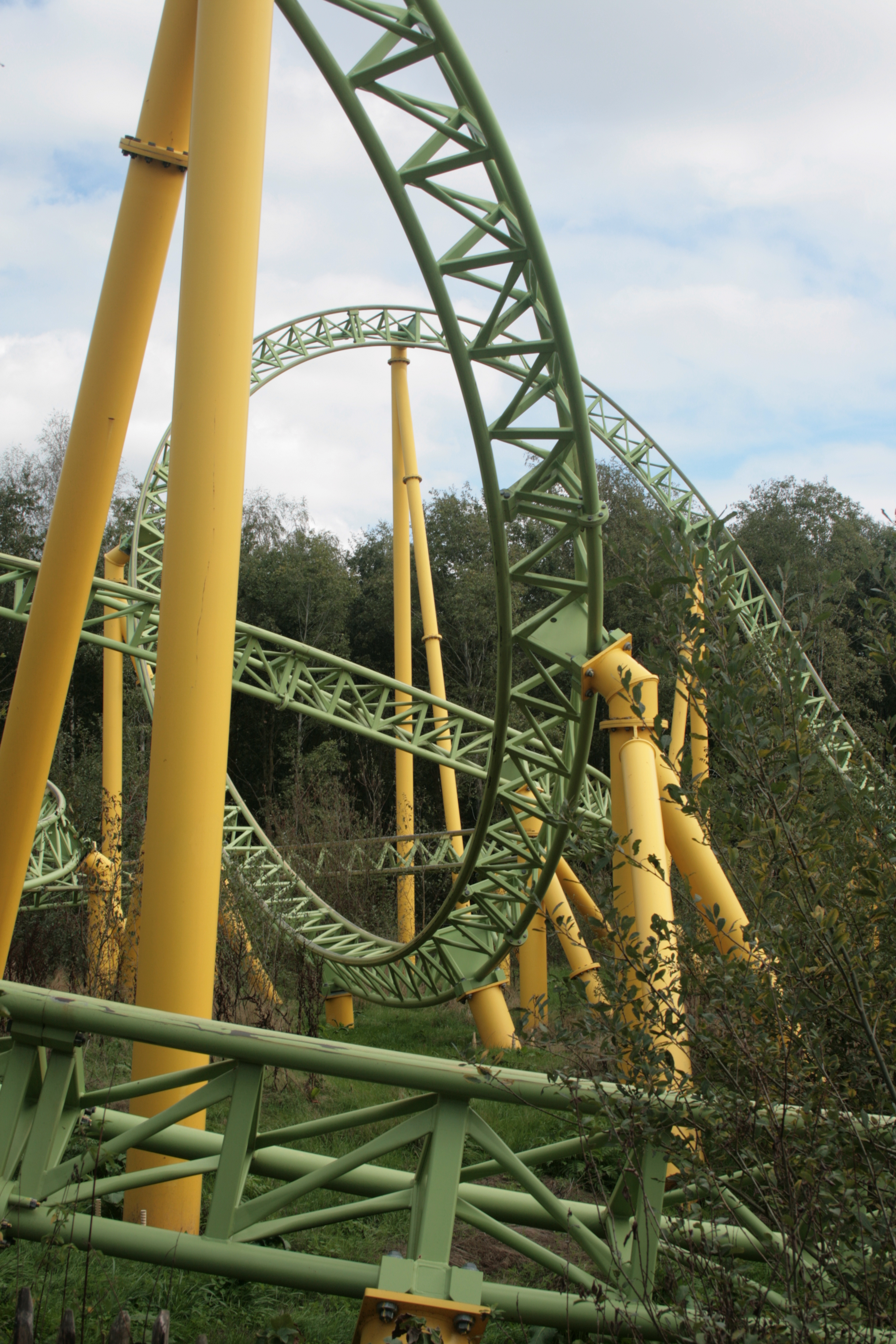
Deel van het traject.

Het station van Dwervelwind bestaat uit een aantal bomen waartussen wanden met een blauwe verlooptint zijn geplaatst, zodat een afgeschermde ruimte ontstaat. De takken van de bomen buigen samen tot organische vormen met af en toe een roze kleurtint in de wanden verwerkt. Het dak van het station bestaat uit rietbedekking. Het station bevat één toren met daarbovenop een draaiornament. In deze toren zit de operator van de attractie. Na binnenkomst van het station vanuit de wachtrij via een trap, is in de instapruimte tegen het plafond een bladerdek te zien. In het bladerdek zijn enkele mobiles verstopt die zachtjes ronddraaien. Ook vallen vanuit het plafond steeds enkele druppellichtjes naar beneden. Na de wachtrij te hebben doorlopen, kan men instappen in de van blauw naar roze verlopende treinen. Het station is tevens ook een los bewegend baandeel. Het is een lift om een trein naar de werkplaats onder het station te brengen.
Bij het vertrek van de treinen uit het station beginnen de druppellichtjes heviger te flikkeren en vormen een patroon. Als de treinen uit het station vertrokken zijn klinkt er muziek tijdens de rit vanuit de treinen. Als de treinen de kettinglift zijn gepasseerd, worden de treinen ontgrendeld en kunnen de karretjes om hun as draaien: het principe van de draaiende achtbaan wordt in werking gesteld. De treinen passeren vervolgens een horseshoe, enkele spiralen en banen in de vorm van een zigzag. Aan het einde van de rit, na het passeren van de remsectie, worden de treinen weer geblokkeerd en in de juiste richting gedraaid, om hierna het station binnen te rijden. Bezoekers kunnen hierna uitstappen en het station via een trap verlaten. De bezoekers komen dan uit op het pad vóór het station.

## Trivia
- De onridemuziek voor Dwervelwind is gecomponeerd door IMAscore, een bedrijf dat ook muziek aanleverde voor attracties in verschillende Duitse attractieparken: Europapark, Phantasialand en MoviePark.
- In juli 2018 viel er een boom op de attractie waarna de attractie enkele dagen gesloten was.
- In mei 2021 liep de trein vast na de eerste drop, toen er iets onder de wielen terecht gekomen was. Na 10 minuten konden de inzittenden eruit gehaald worden.
- Dwervelwind is de hoogste en snelste draaiende achtbaan van Nederland.